# Chauvenet-Preis
Der Chauvenet-Preis (engl. Chauvenet Prize) ist die höchste US-amerikanische Auszeichnung für erklärende Darstellung mathematischer Erkenntnisse (Expository Mathematical Writing) und wird von der Mathematical Association of America (MAA) jährlich vergeben. Der Preis ist mit 1000 Dollar Preisgeld dotiert. Er ist zu Ehren von William Chauvenet benannt (einem Mathematik-Professor der US Naval Academy) und wird seit 1925 verliehen, dank einer Stiftung von Julian Lowell Coolidge (1873–1954), Professor und Vorsitzender der mathematischen Fakultät in Harvard und zur damaligen Zeit Präsident der MAA. Viele der preisgekrönten Arbeiten erschienen im American Mathematical Monthly, der Zeitschrift der MAA.

## Preisträger
- 1925: Gilbert Ames Bliss für Algebraic Functions and Their Divisors. In: Annals of Mathematics. Band 26, 1924, S. 95–124.
- 1929: T. H. Hildebrandt für The Borel Theorem and Its Generalizations. In: Bulletin American Math. Soc. Band 32, 1926, S. 423–474.
- 1932: Godfrey Harold Hardy für An Introduction to the Theory of Numbers. In: Bulletin American Math. Soc. Band 35, 1929, S. 778–818.
- 1935: Dunham Jackson für The Convergence of Fourier Series. In: American Mathematical Monthly. Band 41, 1934, S. 67–84; Series of Orthogonal Polynomials. In: Annals of Mathematics. Band 34, 1933, S. 527–545 und Orthogonal Trigonometric Sums. In: Annals of Mathematics. Band 34, 1933, S. 799–814.
- 1938: Gordon Thomas Whyburn für On the Structure of Continua. In: Bulletin American Math. Soc. Band 42, 1936, S. 49–73.
- 1941: Saunders MacLane für Modular Fields. In: American Mathematical Monthly. Band 47, 1940, S. 67–84, sowie für Some Recent Advances in Algebra. In: American Mathematical Monthly. Band 46, 1939, S. 3–19.
- 1944: R. H. Cameron für Some Introductory Exercises in the Manipulation of Fourier Transforms. In: Nat. Mathematics Magazine. Band 15, 1941, S. 331–356.
- 1947: Paul Halmos für The Foundations of Probability. In: American Mathematical Monthly. Band 51, 1944, S. 493–510.
- 1950: Mark Kac für Random Walk and the Theory of Brownian Motion. In: American Mathematical Monthly. Band 54, 1947, S. 369–391.
- 1953: E. J. McShane für Partial Orderings and Moore-Smith Limits. In: American Mathematical Monthly. Band 59, 1952, S. 1–11.
- 1956: Richard Bruck für Recent Advances in the Foundations of Euclidean Plane Geometry. In: American Mathematical Monthly. Band 62, 1955, S. 2–17.
- 1960: Cornelius Lanczos für Linear Systems in Self-Adjoint Form. In: American Mathematical Monthly. Band 65 1958, S. 665–679.
- 1963: Philip Davis für Leonhard Euler’s Integral: An Historical Profile of the Gamma Function. In: American Mathematical Monthly. Band 66, 1959, S. 849–869.
- 1964: Leon Henkin für Are Logic and Mathematics Identical? In: Science. Band 138, 1962, S. 788–794.
- 1965: Jack K. Hale, Joseph P. LaSalle für Differential Equations: Linearity vs. Nonlinearity. In: SIAM Review. Band 5, 1963, S. 249–272.
- 1967: Guido Weiss für Harmonic Analysis. In: Studies in Real and Complex Analysis. S. 124–178, MAA Stud. Math., Band 3, Mathematical Association of America, Washington, DC, 1965.
- 1968: Mark Kac für Can One Hear the Shape of a Drum? In: American Mathematical Monthly. Band 73, 1966, S. 1–23.
- 1970: Shiing-Shen Chern für Curves and Surfaces in Euclidean Space. In: Studies in Global Geometry and Analysis. S. 16–56, MAA Stud. Math., Band 4, Mathematical Association of America, Washington D. C., 1967.
- 1971: Norman Levinson für A Motivated Account of an Elementary Proof of the Prime Number Theorem. In: American Mathematical Monthly. Band 76, 1969, S. 225–245.
- 1972: François Treves für On Local Solvability of Linear Partial Differential Equations. In: Bulletin American Math. Soc. Band 76, 1970, S. 552–571.
- 1973: C. D. Olds für The Simple Continued Fraction Expansion of e. In: American Mathematical Monthly. Band 77, 1970, S. 968–974.
- 1974 Peter Lax für The Formation and Decay of Shock Waves. In: American Mathematical Monthly. Band 79, 1972, S. 227–241.
- 1975: Martin Davis, Reuben Hersh für Hilbert’s 10th Problem. In: Scientific American. Band 229, Mai 1973, S. 84–91.[1]
- 1976: Lawrence Zalcman für Real Proofs of Complex Theorems (and vice versa). In: American Mathematical Monthly. Band 81, 1974, S. 115–137.
- 1977: W. Gilbert Strang für Piecewise Polynomials and the Finite Element Method. In: Bulletin American Math. Soc. Band 79, 1973, S. 1128–1137.
- 1978: Shreeram Abhyankar für Historical Ramblings in Algebraic Geometry and Related Algebra. In: American Mathematical Monthly. Band 83, 1976, S. 409–448.
- 1979: Neil Sloane für Error-Correcting Codes and Invariant Theory: New Applications of a Nineteenth-Century Technique. In: American Mathematical Monthly. Band 84, 1977, S. 82–107.
- 1980: Heinz Bauer für Approximation and Abstract Boundaries. In: American Mathematical Monthly. Band 85, 1978, S. 632–647.
- 1981: Kenneth I. Gross für On the Evolution of Noncommutative Harmonic Analysis. In: American Mathematical Monthly. Band 85, 1978, S. 525–548.
- 1982: kein Preis verliehen
- 1983: kein Preis verliehen
- 1984: R. Arthur Knoebel für Exponentials Reiterated. In: American Mathematical Monthly. Band 88, 1981, S. 235–252
- 1985: Carl Pomerance für Recent Developments in Primality Testing. In: Mathematical Intelligencer. Band 3, 1981, S. 97–105.
- 1986: George Miel für Of Calculations Past and Present: The Archimedean Algorithm. In: American Mathematical Monthly. Band 90, 1983, S. 17–35.
- 1987: James H. Wilkinson für The Perfidious Polynomial. In: Studies in Numerical Analysis. S. 1–28, MAA Stud. Math. 1984.
- 1988: Steve Smale für On the Efficiency of Algorithms in Analysis. In: Bulletin American Math. Soc. (N.S.). Band 13, 1985, S. 87–121.
- 1989: Jacob Korevaar für Ludwig Bieberbach’s Conjecture and Its Proof by Louis de Branges. In: American Mathematical Monthly. Band 93, 1986, S. 505–514.
- 1990: David Allen Hoffman für The Computer-Aided Discovery of New Embedded Minimal Surfaces. In: Mathematical Intelligencer. Band 9, 1987, S. 8–21
- 1991: W. B. Raymond Lickorish, Kenneth C. Millett für The New Polynomial Invariants of Knots and Links. In: Mathematics Magazine. Band 61, 1988, S. 2–23.
- 1992: Steven G. Krantz für What is Several Complex Variables? In: American Mathematical Monthly. Band 94, 1987, S. 236–256.
- 1993: David Harold Bailey, Jonathan Borwein, Peter Borwein für Ramanujan, Modular Equations, and Approximations to Pi, or, How to Compute One Billion Digits of Pi. In: American Mathematical Monthly. Band 96, 1989, S. 201–219.
- 1994: Barry Mazur für Number Theory as Gadfly. In: American Mathematical Monthly. Band 98, 1991, S. 593–610.
- 1995: Donald G. Saari für A Visit to the Newtonian N-body Problem Via Elementary Complex Variables. In: American Mathematical Monthly. Band 97, 1990, S. 105–119.
- 1996: Joan Birman für New Points of View in Knot Theory. In: Bulletin American Math. Soc. (N.S.). Band 28, 1993, S. 253–287.
- 1997: Thomas W. Hawkins für The birth of Lie’s theory of groups. In: Mathematical Intelligencer. Band 16, 1994, S. 6–17.
- 1998: Alan Edelman, Eric Kostlan für How many zeros of a random polynomial are real? In: Bulletin American Math. Soc. (N.S.). Band 32, 1995, S. 1–37.
- 1999: Michael Rosen für Niels Hendrik Abel and equations of the fifth degree. In: American Mathematical Monthly. Band 102, 1995, S. 495–505.
- 2000: Don Zagier für Newman’s short proof of the prime number theorem. In: American Mathematical Monthly. Band 104, 1997, S. 705–708.
- 2001: Carolyn S. Gordon, David L. Webb für You can’t hear the shape of a drum. In: American Scientist. Band 84, 1996, S. 46–55.
- 2002: Ellen Gethner, Stan Wagon, Brian Wick für A Stroll through the Gaussian Primes. In: American Mathematical Monthly. Band 105, 1998, S. 327–337.
- 2003: Thomas Hales für Cannonballs and Honeycombs. In: Notices of the AMS, April 2000. Band 47, S. 440–449.[2]
- 2004: Edward B. Burger für Diophantine Olympics and World Champions: Polynomials and Primes Down Under. In: The American Mathematical Monthly. November 2000, S. 822–829.
- 2005: John Stillwell für The Story of the 120-Cell. In: Notices of the AMS. Januar 2001, S. 17–24.[3]
- 2006: Florian Pfender, Günter M. Ziegler für Kissing Numbers, Sphere Packings, and Some Unexpected Proofs. In: Notices of the AMS. September 2004, S. 873–883.[4]
- 2007: Andrew J. Simoson, für The Gravity of Hades. In: Mathematics Magazine. Band 75, Dezember 2002, S. 335–350.
- 2008: Andrew Granville, für It is easy to determine whether a given integer is prime. In: Bulletin of the American Mathematical Society. Band 42, 2005, S. 3–38.
- 2009: Harold P. Boas: Reflections on the Arbelos. In: American Mathematical Monthly. Band 113, 2006, S. 236–249.
- 2010: Brian J. McCartin: e: The Master of All. In: The Mathematical Intelligencer. Band 28, 2006, Nr. 2, S. 10–21.
- 2011: Bjorn Poonen: Undecidability in Number Theory. In: Notices Amer. Math. Soc. Band 55, 2008, Nr. 3, S. 344–350.
- 2012: Dennis DeTurck, Herman Gluck, Daniel Pomerleano, David Shea Vick: The Four Vertex Theorem and Its Converse. In: Notices of the American Mathematical Society. Band 54, 2007, Nr. 2, S. 192–207
- 2013: Robert Ghrist: Barcodes: The Persistent Topology of Data. In: The Bulletin of the American Mathematical Society. Band 45, 2008.
- 2014: Ravi Vakil: The Mathematics of Doodling. In: The American Mathematical Monthly. Band 118, 2011, Nr. 2, S. 116–129.
- 2015: Dana Mackenzie: A Tisket, a Tasket, an Apollonian Gasket. In: American Scientist. Band 98, 2010, Nr. 1, S. 10–14.<
- 2016: Susan Marshall, Donald R. Smith: Feedback, Control, and the Distribution of Prime Numbers. In: Mathematics Magazine. Band 86, Nr. 3, Juni 2013.
- 2017: Mark Schilling: The surprising predictability of long runs. In: Mathematics Magazine. Band 85 (2012), 141–149.
- 2018: Daniel Velleman: The Fundamental Theorem of Algebra: A Visual Approach. In: The Mathematical Intelligencer. Band 87 (2015).
- 2019: Tom Leinster: Rethinking Set Theory. In: The American Mathematical Monthly. 121 (2014), Nr. 5, 403–415.[5]
- 2020: Vladimir Pozdnyakov, J. Michael Steele: Buses, Bullies, and Bijections. In: Mathematics Magazine. Band 89 (2016), Nr. 3, 167–176.[6]
- 2021: Travis Kowalski: The Sine of a Single Degree. In: The College Mathematics Journal. Band 47 (2016), Nr. 5,322–332.[7]
- 2022: William Dunham: The Early (and Peculiar) History of the Möbius Function. In: Mathematics Magazine, Band 91 (2018), Nr. 2, S. 83–91. Ezra Brown, Matthew Crawford: Five Families Around a Well: A New Look at an Old Problem. In: The College Mathematics Journal, Band 49 (2018), Nr. 3, S. 162–168.
- 2023: Kimmo Eriksson and Jónas Elíasson: The Chicken Braess Paradox. In: Mathematics Magazine, Band 92 (2019), Nr. 3, S. 213–2211.
- 2024: Jeffrey Whitmer: Simpson's Paradox, Visual Displays, and Causal Diagrams. In: American Mathematical Monthly, 128(7): 598-610.
- 2025: Jordan S. Ellenberg: Geometry, Inference, Complexity, and Democracy. In: The Bulletin of the American Mathematical Society. Band 58, 2021, Nr. 1, S. 57–77.